# قوة الدعم الاستراتيجي لجيش التحرير الشعبي
قوة الدعم الاستراتيجي لجيش التحرير الشعبي (بالصينية: 中国人民解放军战略支援部队) هو الفرع المختص بعمليات الفضاء والحرب الإلكترونية والسيبرانية في جيش التحرير الشعبي الصيني. تأسست القوة في ديسمبر 2015 كجزء من الموجة الأولى من الإصلاح العسكري لجمهورية الصين الشعبية.

## الهيكل التنظيمي

### قسم النظم الفضائية
- فرق رواد الفضاء، مسؤولة عن رواد الفضاء في برنامج الفضاء الصيني.